# Santiago Brunelli
Santiago Brunelli, vollständiger Name Santiago Brunelli Llorca, (* 15. Mai 1998 in Montevideo oder Colonia del Sacramento) ist ein uruguayischer Fußballspieler.

## Karriere
Der 1,90 Meter große Defensivakteur Brunelli spielte seit 2011 für die Nachwuchsmannschaften Plaza Colonias. Bei den Profis debütierte er, nachdem er dort bereits am 12. August 2016 als Mitglied der Startelf sein erstes Pflichtspiel im Rahmen der Copa Sudamericana gegen Blooming bestritten hatte, schließlich am 28. August 2016 auch in der Primera División. Er wurde von Trainer Leonel Rocco am 1. Spieltag der Spielzeit 2016 beim 1:1-Unentschieden gegen den Racing Club de Montevideo von Beginn an aufgestellt. Sein Erstligadebüt währte bis zu seinem Platzverweis in der 82. Spielminute. Während der Saison 2016 kam er zehnmal (ein Tor) in der Liga und zweimal (kein Tor) in der Copa Sudamericana 2016 zum Einsatz.